# 高鷲インターチェンジ
高鷲インターチェンジ（たかすインターチェンジ）は、岐阜県郡上市高鷲町にある東海北陸自動車道のインターチェンジである。

## 概要
元々は旧高鷲村の開発インターチェンジとして整備され、建設費用は第三セクターを通じて高鷲スノーパークの駐車料金などで償還されている。

## 歴史
- 1999年（平成11年）11月27日 - 東海北陸自動車道の白鳥IC - 荘川IC間の開通に伴い[3][4]、供用開始[1]。開通時は暫定2車線での供用[4][5][6][7]。
- 2018年（平成30年）11月30日 - 白鳥IC - 当IC間が4車線化[4][5][6][7]。
- 2019年（平成31年）3月20日 - 当IC - ひるがの高原SA/スマートIC間が4車線化[4][6]。

## 道路
- E41 東海北陸自動車道（11番）

## 料金所
- ブース数：5

### 入口
- ブース数：2
  - ETC専用：1
  - ETC/一般：1

### 出口
- ブース数：3
  - ETC専用：2
  - 一般(精算機レーン)：1

## 接続する道路
- 岐阜県道45号高鷲インター線[1]

## 隣
E41 東海北陸自動車道
(10)白鳥IC - (11)高鷲IC - 鷲見橋 - (11-1)ひるがの高原SA/スマートIC - (12)荘川IC